# 花甲男孩
《花甲男孩》，臺灣新銳作家楊富閔首部作品，初版於2010年5月由臺灣九歌出版社發行，增訂新版於2017年5月出版。
本書集合了楊富閔9篇短篇小說，包含〈暝哪會這呢長〉、〈逼逼〉、〈繁星五號〉與〈花甲〉等。2017年改編為電視劇，於臺視植劇場以「花甲男孩轉大人」為名播出，共7集，播出後引發熱烈迴響。2018年改編為電影版《花甲大人轉男孩》。

## 收錄作品
- 〈暝哪會這呢長〉
- 〈逼逼〉
- 〈聽不到〉
- 〈唱歌乎你聽〉
- 〈有鬼〉
- 〈我的名字叫陳哲斌〉
- 〈繁星五號〉
- 〈神轎上的天〉
- 〈花甲〉

## 改編作品
電視劇

## 獲獎紀錄
- 2011年度，臺北國際書展大獎，年度之書小說類入圍
- 2010年第35屆金鼎獎，圖書類文學獎入圍
- 博客來網路書店2010年度新秀作家
- 2010年度，國圖臺灣出版TOP1，語言/文學

## 外部連結
- 九歌文學網《花甲男孩》書籍介紹 （页面存档备份，存于）（繁體中文）
- 九歌文學網《花甲男孩（增訂新版）》書籍介紹 （页面存档备份，存于）（繁體中文）